# Christine Mos
Christine Mos (De Wijk, De Wolden, 14 de juliol de 1972) va ser una ciclista neerlandesa professional del 1999 al 2007.